# Dawid Kownacki
Dawid Igor Kownacki, född 14 mars 1997, är en polsk fotbollsspelare som spelar för Werder Bremen och Polens landslag.